# Torquinsha umbrarum
Torquinsha umbrarum är en stekelart som först beskrevs av Porter 1981.  Torquinsha umbrarum ingår i släktet Torquinsha och familjen brokparasitsteklar. Inga underarter finns listade i Catalogue of Life.